# A Igreja de Jesus Cristo dos Santos dos Últimos Dias na Colômbia
A Igreja de Jesus Cristo dos Santos dos Últimos Dias na Colômbia foi estabelecida em 1966.

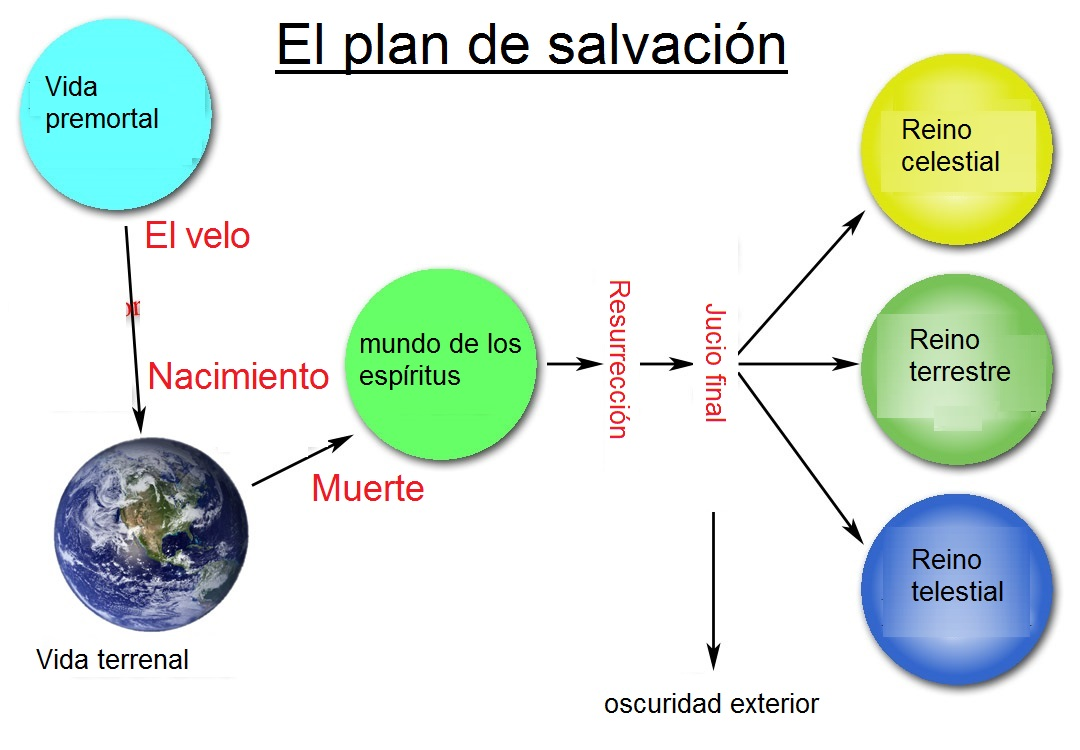
El plan de salvación

## História
Os primeiros 45 mórmons da Colômbia eram em sua maioria norte-americanos reunidos em congregações em Cali e Bogotá. Somente em maio de 1966, os missionários chegaram pela primeira vez ao país. Em 1971, cinco anos depois, 27 congregações foram estabelecidas em 10 cidades colombianas.
A educação de jovens mórmons se iniciou em 1972. Em 1976, cerca de 900 alunos encontravam-se matriculados em programas educacionais para prepará-los para futuras posições de liderança na denominação mórmon. A cidade de Cali recebeu a primeira capela mórmon na Colômbia, em 1975, para as reuniões religiosas aos dias de domingo. Em 1983, o país recebeu ajuda humanitária da Igreja para as pessoas afetadas pelo terremoto em Popayán. 

### Atualidade
Em 2010, havia 168 514 Santos dos Últimos Dias no país. O país possui ainda, 22 estacas, 271 congregações, 41 Centros de História da Família, 4 Missões e 1 Templo.

## Missões
Quatro missões mórmons servem a Colômbia: Missão Colômbia Barranquilla, sediada na cidade de Barranquilla; Missão Colômbia Bogotá Norte, sediada na cidade de Bogotá; Missão Colômbia Bogotá Sul, também sediada na cidade de Bogotá; e Missão Colômbia Cali, sediada na cidade de Cali. 

## Templo

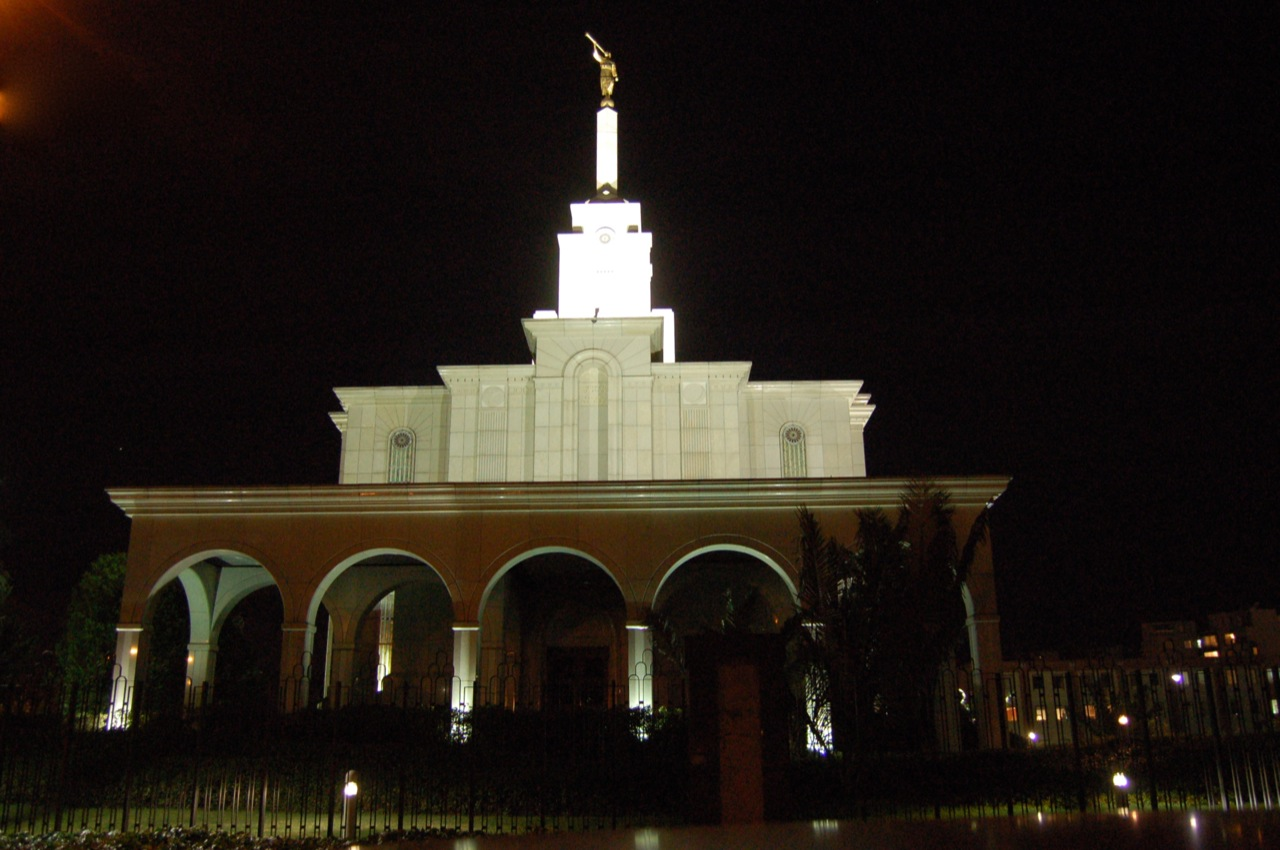
Templo de Bogotá, capital da Colômbia.

O Templo de Nuku'alofa é o 57º templo construído pela Igreja Mórmon. Foi anunciado em 1984 e terminou de ser construído em 1999. Foi dedicado em 2 de abril de 1999 por Gordon B. Hinckley. O templo localiza-se ao sul da capital, Bogotá, em uma região conhecida como Niza.
É o único templo da denominação mórmon na Colômbia.